# 春衣站
春衣站（：／ Chunui yeok */?）是首爾地鐵7號線沿線的一座地下車站，位於韓國京畿道富川市春衣洞。

## 車站結構
站體為1面2線島式月台的地下車站，候車月台設有月台幕門，並有8處出口。

### 月台配置
| 富川綜合運動場 ↑ |
| 下 上 \|         |
| ↓ 新中洞         |

| 月台 | 路線           | 目的地                                             |
| ---- | -------------- | -------------------------------------------------- |
| 下行 | ●首爾地鐵7號線 | 溫水、鐵山、江南區廳、道峰山、長岩方向             |
| 上行 | ●首爾地鐵7號線 | 新中洞、富川市廳、上洞、掘浦川、富平區廳、石南方向 |

## 歷史
- 2012年10月27日：落成啟用。

## 車站周邊
- 快捷半导体
- 都堂公園
- 春衣山
- 遠美遊樂廣場（原遠美區廳）
- 京畿道就業服務中心

## 圖片

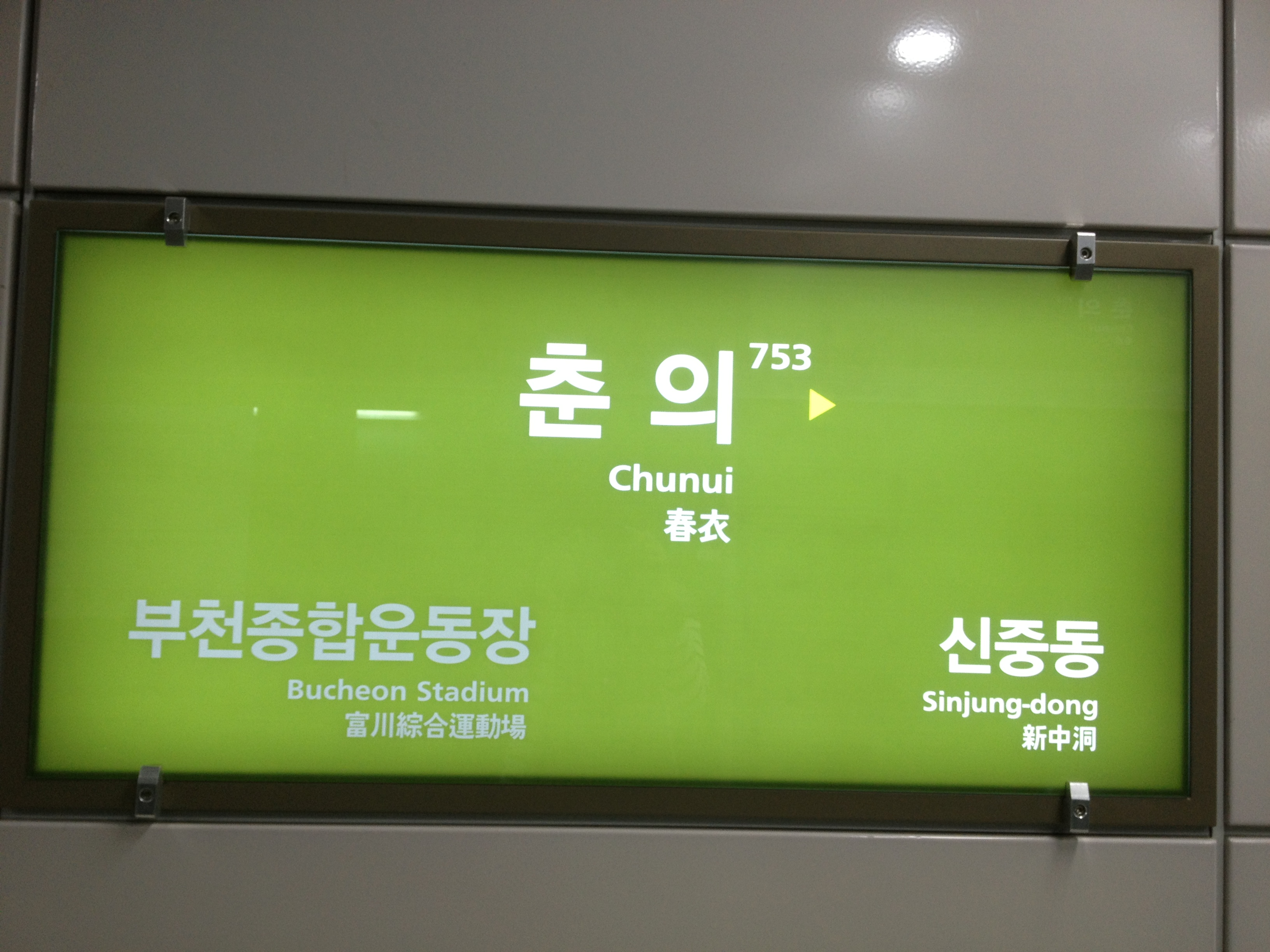
站名牌
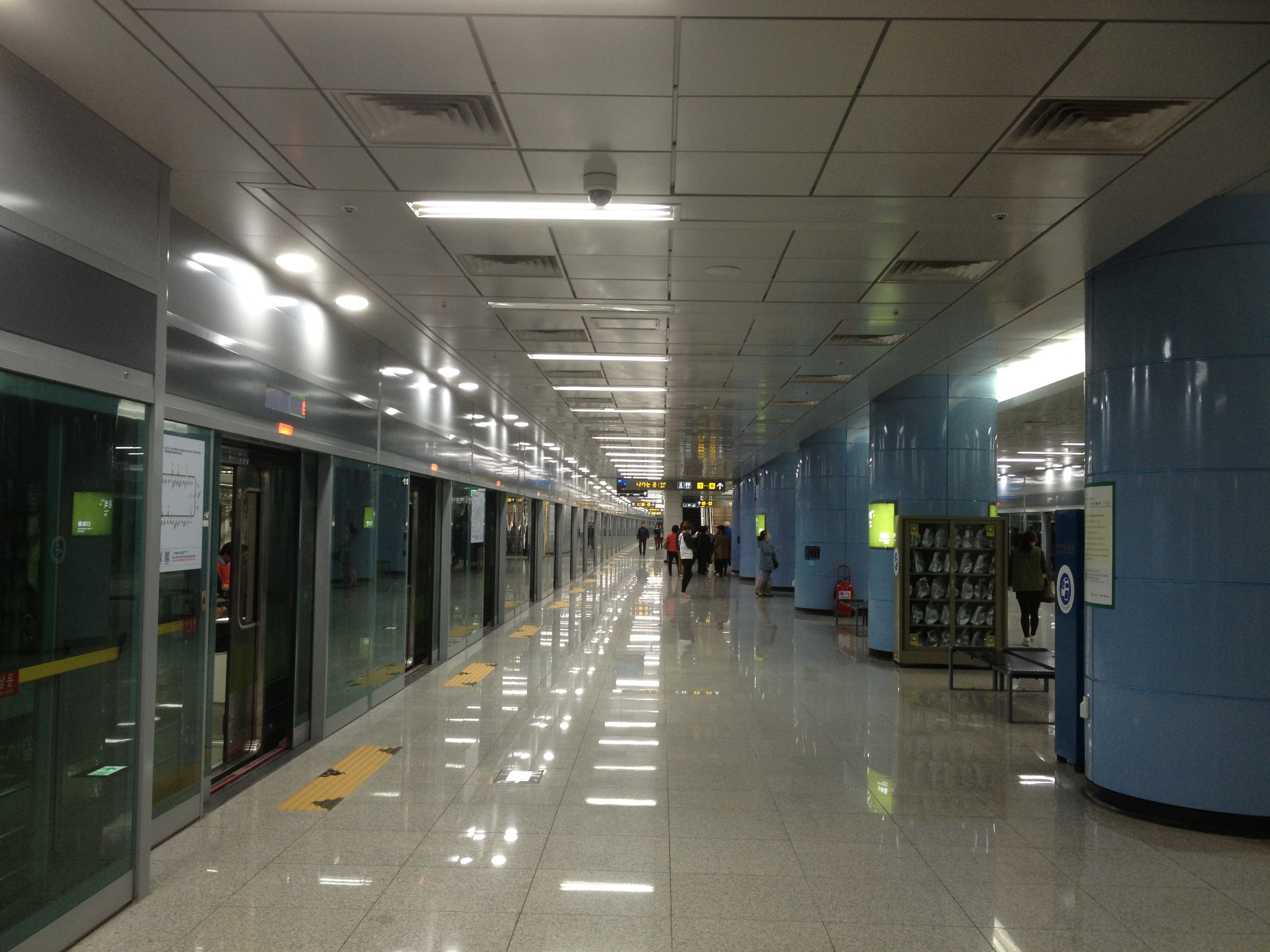
候車月台
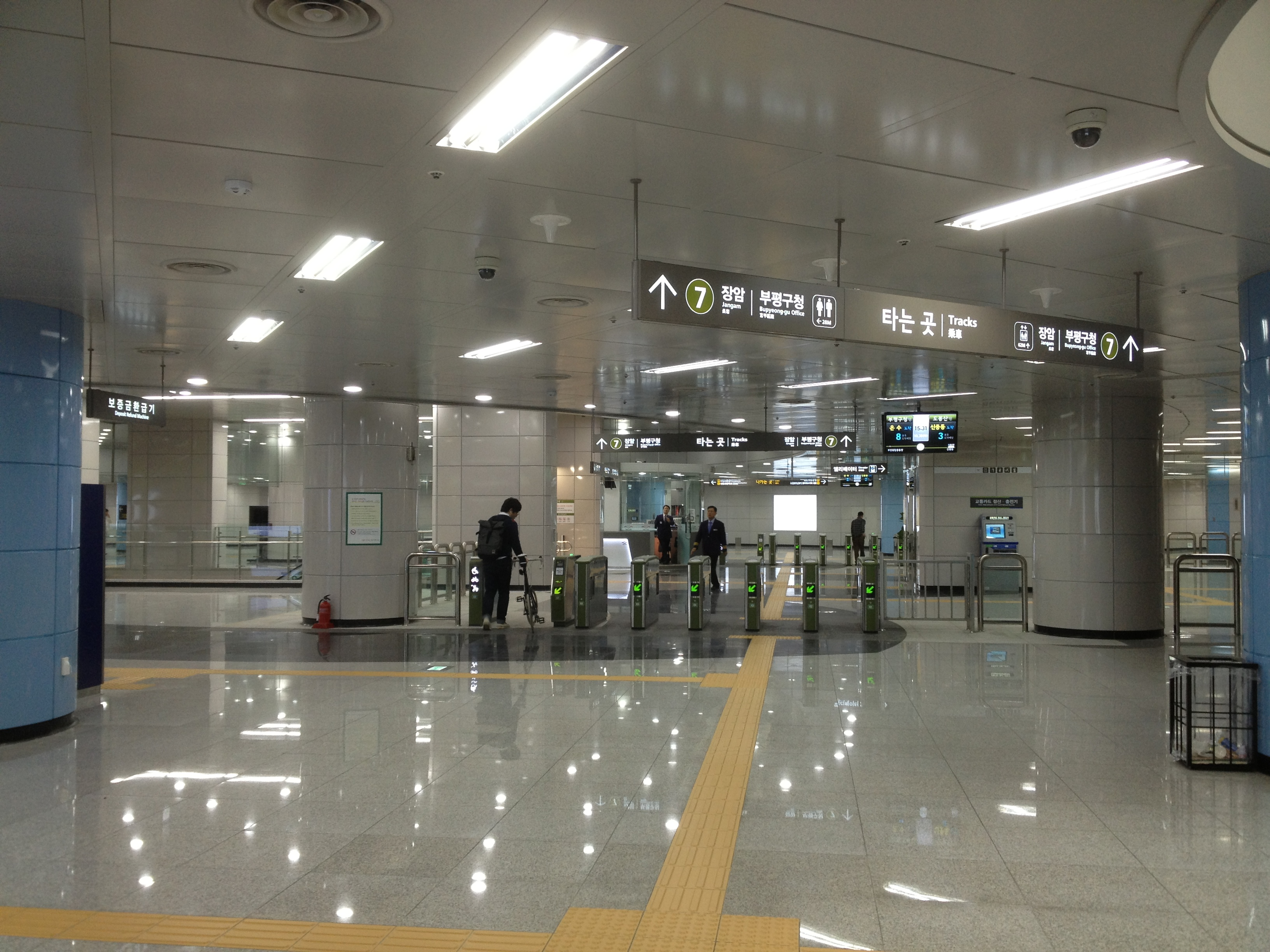
剪票閘口

## 相鄰車站
仁川交通公社
●首爾地鐵7號線
富川綜合運動場（752）－春衣（753）－新中洞（754）